# Denijal Pirić
Denijal Pirić (Živinice, 27 settembre 1946) è un allenatore di calcio ed ex calciatore bosniaco, di ruolo centrocampista.

## Carriera

### Giocatore

#### Club
Cresciuto nella squadra cittadina del Slaven Živinice fu scoperto dall'allenatore Vladimir Konjevod che lo portò, a soli 19 anni, nel Dinamo Zagabria. Con i Modri giocò fino al 1972 vincendo due Coppe di Jugoslavia e la Coppa delle Fiere.
Dopo l'avventura zagabrese si trasferì nel Sarajevo in cui giocò fino al 1977, anno in cui appese gli scarpini al chiodo.

#### Nazionale
Il suo debutto con la nazionale jugoslava risale al 30 aprile 1969 nella partita contro la Spagna valida per la qualificazione al Mondiale del 1970. La sua ultima partita con la nazionale risale al 18 novembre 1970 contro la Germania. Indossò la maglia della nazionale per un totale di sei partite andando a rete una sola volta.

## Palmarès

### Club

#### Competizioni nazionali
- Coppa di Jugoslavia: 2

Dinamo Zagabria: 1965, 1969

#### Competizioni internazionali
- Coppa delle Fiere: 1

Dinamo Zagabria: 1966-1967